# Vi dolç

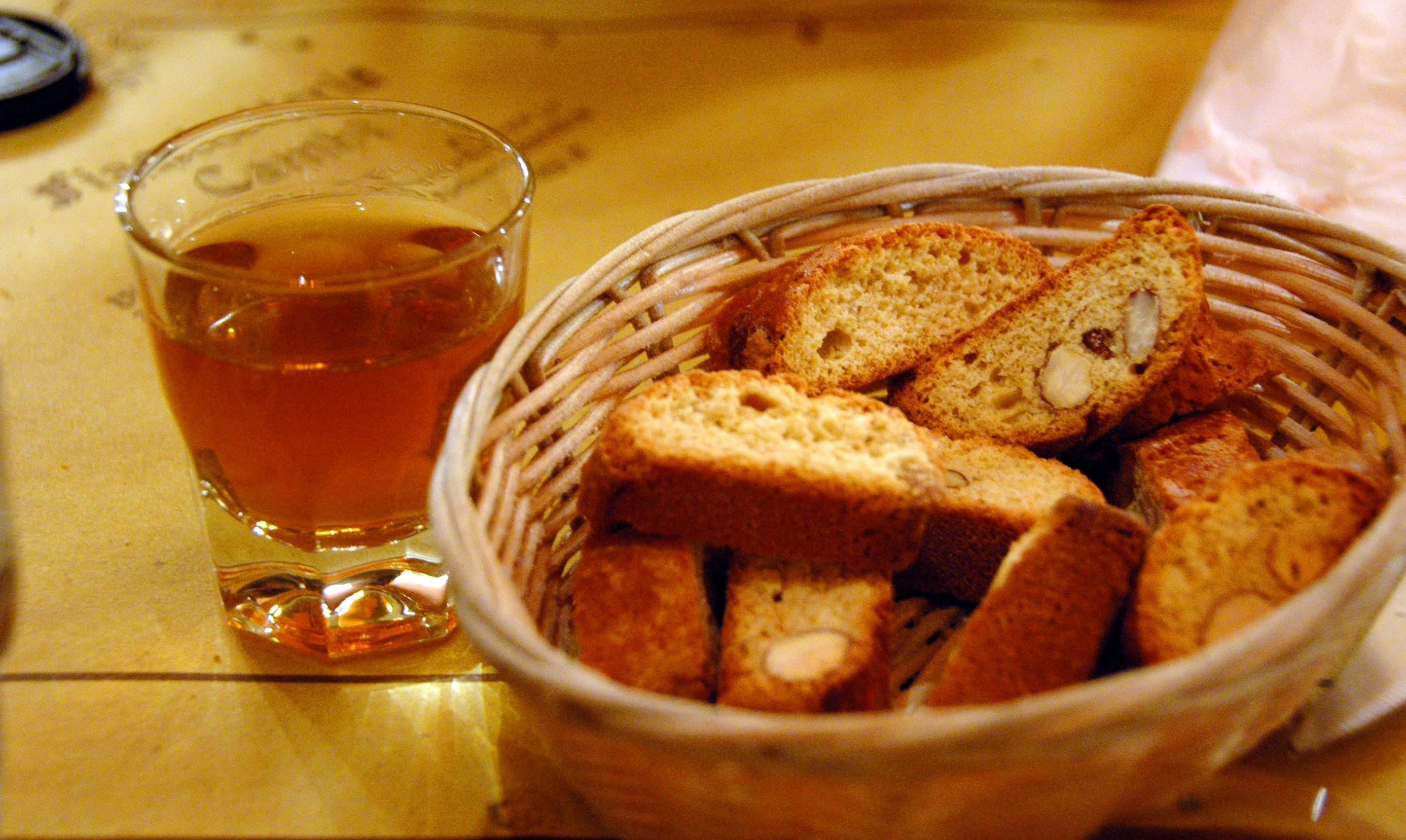
Carquinyolis i vi dolç.

El vi dolç és el vi que té un gust dolç apropiat per acompanyar diverses postres. Aquest tipus de vins reben en el món anglosaxó el nom de vins de pudding i en particular en Austràlia es denominen com stickies (enganxosos) a causa dels empallegosos que poden resultar. Alguns dels més coneguts són el Sauternes, el Tokaji Aszú, el vi de Màlaga. Malgrat el seu nom alguns d'ells se solen prendre sols al final d'un àpat.

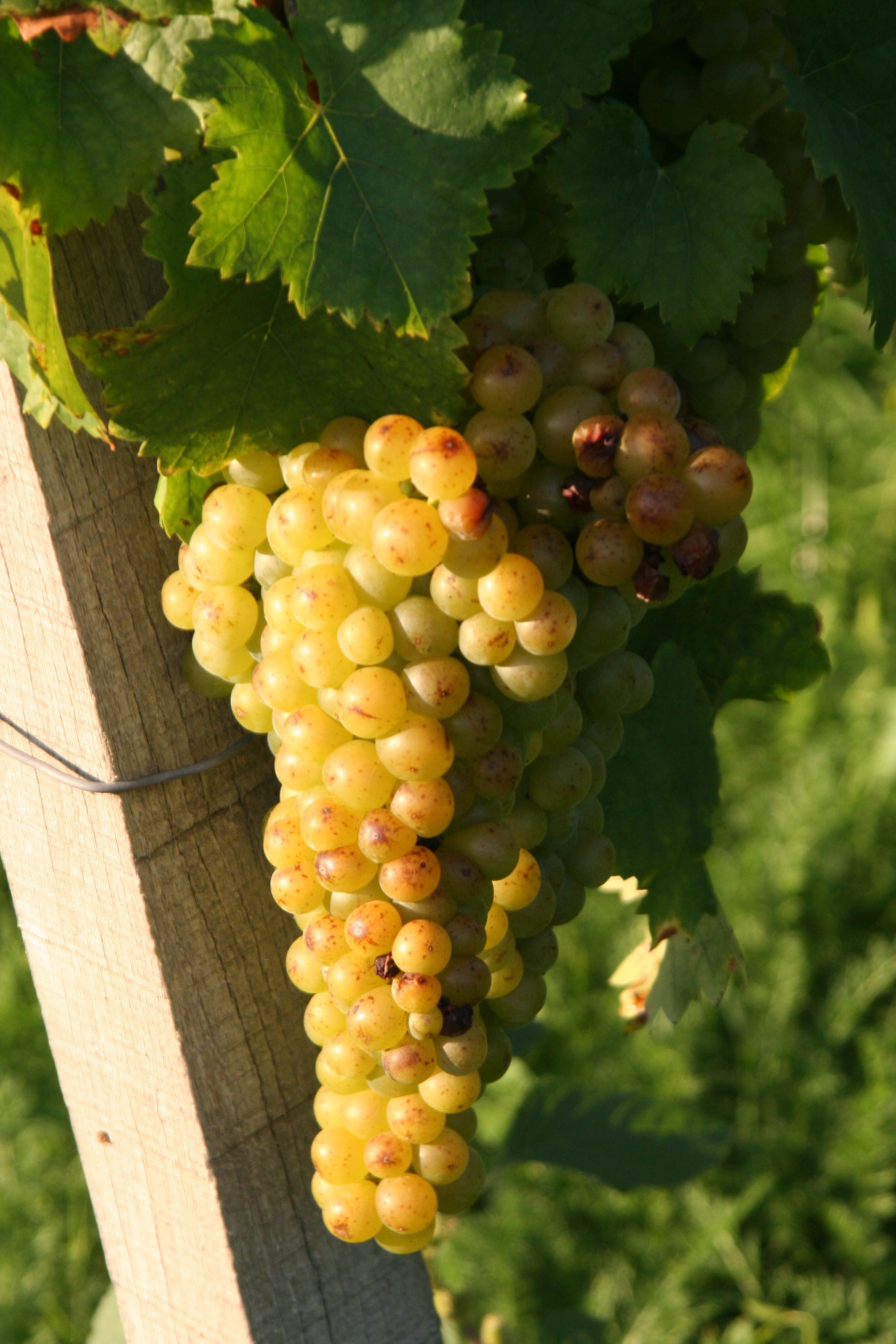
Muscat de gra petit, una de les varietats de ceps que donen vins dolços